# Mirosław Neinert
Mirosław Neinert (ur. 12 stycznia 1959 w Żaganiu) – polski aktor teatralny i dubbingowy, reżyser, dyrektor Teatru Korez w Katowicach, gdzie występuje w niemal wszystkich spektaklach.

## Życie prywatne
Jego żoną jest Katarzyna Tlałka, aktorka, z którą ma trzy córki: Milenę i bliźniaczki Polę i Maję.

## Wybrana filmografia
- 2022 – Niebezpieczni dżentelmeni – profesor[1]
- 2017 – Ach śpij kochanie – dyrektor więzienia
- 2017 – Obudziłam się pierwszego września – obsada aktorska
- 2012 – Cholonek – Świętek
- 2012 – Jesteś Bogiem – ojciec Justyny, żony Magika
- 2010 – Hotel 52 – Edek
- 2007 – Tajemnica twierdzy szyfrów – archiwista
- 2006 – Kryminalni. Misja śląska – policjant Cichoń
- 2006 – Kryminalni – policjant Cichoń
- 2005 – Barbórka – policjant
- 2005 – Solidarność, Solidarność... – Jurek, przyjaciel Janusza
- 2005 – Co słonko widziało – właściciel lombardu
- 2003 – Święta wojna –
  - Naukowiec (odc. 138),
  - Biznesmen (odc. 11)
- 2003 – Na dobre i na złe – genealog Aleksander Wielgus
- 1980 – Coś wesołego – młody naukowiec

## Teatr telewizji
- 2003 – Fryzjer – sierżant Pietrzyk
- 1999 – Stara kobieta wysiaduje – kelner Cyryl

## Polski dubbing
- 2006: Wendy Wu
- 2005: Planeta Sketch –
  - Dr. Inozaur,
  - Tato Szalony Naukowiec,
  - Kapitan Cienki Gość
- 2004–2006: Mroczna przepowiednia – pan Slade
- 2004: Rodzina Tofu – pan Tofu
- 2002–2006: Dziwne przypadki w Blake Holsey High –
  - Victor Pearson,
  - trener Kennedy (odc. 17–18, 22, 24),
  - Victor Pearson (lustrzany wymiar) (odc. 23),
  - sędzia walk wrestlingowych (odc. 24)
- 2002: MegaMan NT Warrior – pan Willy
- 2001: Odlotowe agentki – różne głosy (tylko sezony I i II + jedno wystąpienie w sezonie IV)
- 2001: Nowe przygody Lucky Luke’a –
  - Jack Dalton,
  - Różne głosy
- 2000–2001: Wyścigi NASCAR – Jack Fassler
- 2000: Pucca – Nel
- 2000: Wunschpunsch –
  - Złowrogus Robal,
  - szczur Budyń,
  - Święty Mikołaj (odc. 3),
  - łysy biegacz (odc. 8),
  - czarnoskóry chłopak grający w piłkę (odc. 8),
  - chłopak będący bramkarzem (odc. 8),
  - nastoletni chłopcy grający w piłkę (odc. 8),
  - Kip Cosey (jedna scena – błąd dubbingu, odc. 8),
  - stary mężczyzna (odc. 8),
  - kapitan gwardii rycerskiej Zarazka (odc. 9),
  - głos z jednego z programów telewizyjnych (odc. 10),
  - odkurzacz (odc. 10),
  - strażnik miejskiej elektrowni (odc. 10),
  - urządzenia elektryczne (odc. 10),
  - łysy mężczyzna myjący zęby (odc. 12),
  - wąsaty mężczyzna leżący na leżaku (odc. 12),
  - Czarodziej z Oz (odc. 14),
  - właściciel biura rzeczy zagubionych (odc. 18),
  - sobowtóry Robala (odc. 24),
  - policjant (odc. 27),
  - rudowłosy lekarz (odc. 30),
  - ogrodnik w parku (odc. 30),
  - ojciec Złowrogusa Robala (odc. 42)
- 1987–1988: Mali czarodzieje – Renvick

## Nagrody
Za dotychczasową działalność oraz grę aktorską otrzymał wiele nagród, m.in.:
- Złota Maska – trzykrotnie za przedstawienia teatralne pt. Scenariusz… i Cholonek, czyli Pan Bóg z gliny autorstwa Janoscha oraz w kategorii „rola męska” za monodram Kolega Mela Gibsona
- Nagrodę Wojewody Śląskiego dla Młodych Twórców
- Nagrodę Prezydenta Katowic
- Nagrodę główną i publiczności na Festiwalu Teatrów Ogródkowych w Warszawie
- Nagrodę Kulturalną prezydenta Chorzowa „Hanys 2006”
- Główną Nagrodę Festiwalu Monodramu Współczesnego Warszawa 2008
- Główną Nagrodę Aktorską na XII Ogólnopolskim Festiwalu Komedii TALIA 2008
- Grand Prix XVI Międzynarodowego Festiwalu „Zderzenie” w Kłodzku
- Nagrodę „Cegła z Gazety” w 2019[7]

## Książki o Neinercie
- 2023: Kolega – wywiad rzeka z Mirosławem Neinertem[8]